# J̌
ǰ ، ǰ یا J ِ هفتک‌دار یکی از حروف الفبای لاتین است. کاربرد اصلی این حرف در نویسه‌گردانی است و نشان‌دهندهٔ آوای [dʒ] می‌باشد. از ǰ در نویسه‌گردانی زبان وخی و گاه پشتو استفاده می‌شود. 

## منبع
Wikipedia contributors, "J-caron," Wikipedia, The Free Encyclopedia, http://en.wikipedia.org/w/index.php?title=J-caron&oldid=607668995 (accessed July 8, 2014). 